# Lasapparaat

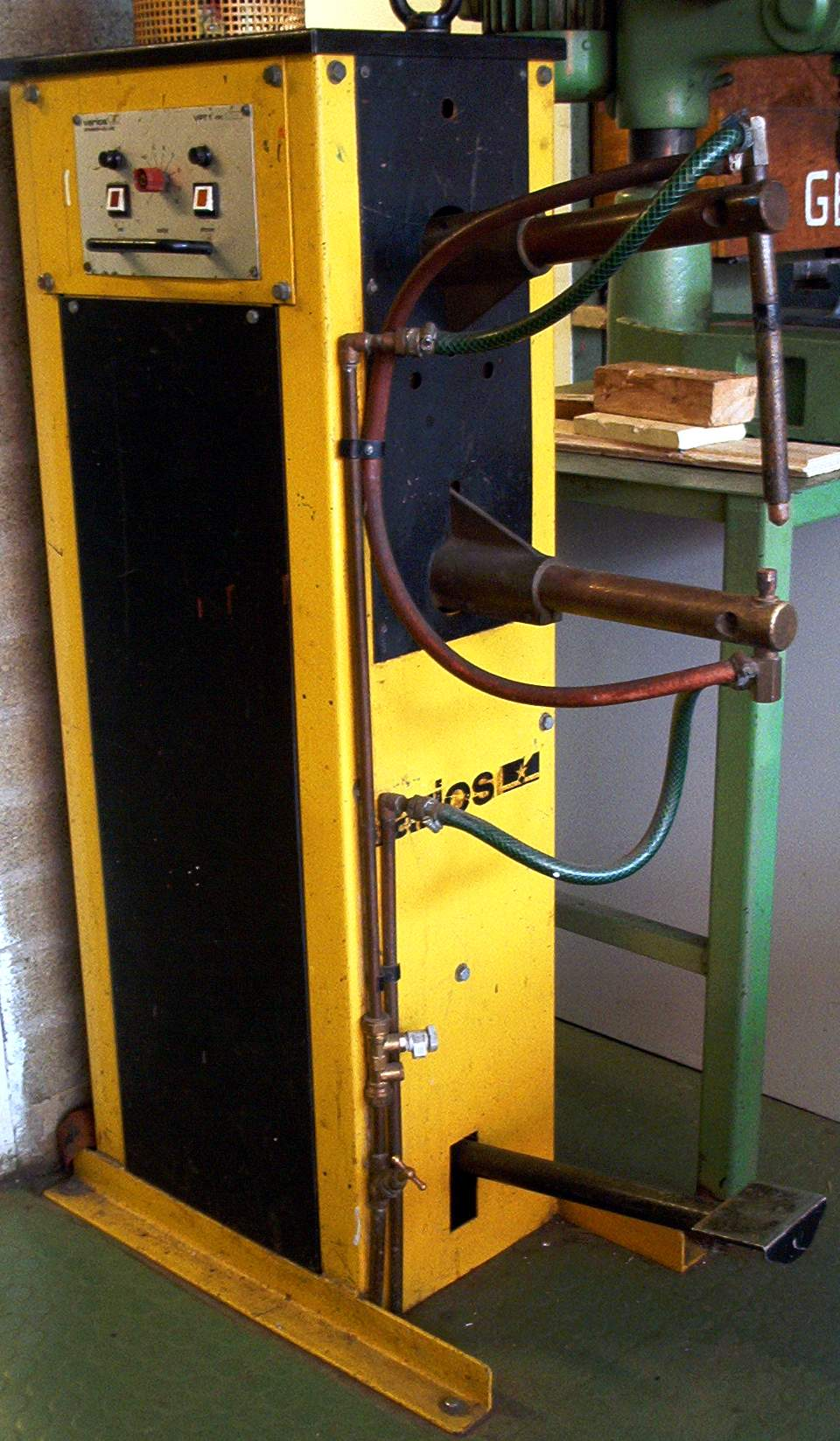
Puntlasapparaat.

Een lasapparaat voor elektrisch (boog)lassen, is een apparaat dat bij de benodigde spanning (ca. 45 Veff wisselstroom (AC) of 70 V gelijkstroom (DC), de voor het lassen benodigde stroom van grote sterkte levert.
Een eenvoudig lasapparaat voor elektrisch lassen bestaat uit een transformator met regelbare stroominstelling en laskabels met massaklem en houder voor de laselektrode. De transformator levert secundair ongeveer 45 volt om met behulp van een laselektrode een lasboog te kunnen maken. De warmte die de lasboog veroorzaakt zorgt ervoor dat de metalen aan elkaar smelten. Deze lasboog wordt in de elektrotechniek een vlamboog genoemd. De transformator is meestal voorzien van een regeling om de maximale stroomsterkte te begrenzen. De optimale stroominstelling hangt af van het te lassen materiaal. Daar wordt de geschikte laselektrode bij gekozen. Hoe dikker de laselektrode, hoe groter de benodigde stroom, omdat er meer toe te voeren materiaal versmolten moet worden. Bij een laselektrode van 3 mm wordt meestal een stroom van 140 A gebruikt.
Medio jaren 90 is het lasapparaat van het invertertype beschikbaar geworden, waarin gebruikgemaakt wordt van vermogenselektronica. Lasinverter is een onjuiste benaming. Bedoeld wordt omvormer (-Nederlands-) of mutator (-meer Vlaams-), de juiste Nederlandse benaming is omvormer. Het kenmerkende verschil is dat de lichtnetaansluiting, bij een frequentie van 50 Hz met een voedingsspanning van 230 V, niet direct omlaag getransformeerd wordt naar de vereiste lagere waarde voor het lassen, maar eerst na gelijkrichting via een tussenkring met veel hogere frequentie tot vaak ver boven de 800 Hz met resonantie of pulsvormig wordt opgebouwd. Hierdoor is het mogelijk een veel kleinere transformator te gebruiken, omdat wisselstroom bij een hoge frequentie efficiënter getransformeerd kan worden. Zo is er ook minder verlies door warmteontwikkeling, en kan een klein apparaat op 230 V gemaakt worden, met een inschakelduur van 100 % bij een lasstroom van 130 A. De lasstroom wordt geregeld door middel van elektronisch schakelen, in plaats van door het verschuiven van de transformatorkern in conventionele lastransformatoren. De elektronisch geschakelde lasstroom maakt het mogelijk om hulpmiddelen in te bouwen, zoals het gemakkelijker ontsteken van de vlamboog met een veel hogere lasstroom dan gekozen is, om meteen na ontsteking terug te schakelen naar de ingestelde lasstroom. Ook kan de vlamboog 'bewaakt' worden tijdens het lassen. Wanneer de vlamboog dreigt te doven door een te grote afstand tussen elektrode en werkstuk, wordt de stroom verhoogd om de vlamboog 'aan' te houden. Een derde hulpmiddel is het uitschakelen van de lasstroom bij 'plakken', het vastlassen van de elektrode aan het werkstuk. De kortsluiting wordt onmiddellijk herkend en de stroom wordt uitgeschakeld, waarna de elektrode van het werkstuk losgenomen kan worden. Deze techniek wordt ook in krachtstroomapparaten gebruikt.